# Pau Costa
Pau Costa (Vic, juny de 1663 o 1672 – Cadaqués, 7 de novembre de 1726 o 1727) fou un dels escultors catalans més prestigiosos d'estil barroc. També va ser el responsable de la introducció dels models escultòrics de l'alt barroc romà, especialment en l'òrbita romana de Carlo Maratta. Fou propietari d'un dels tallers més actius del primer terç del segle xviii.
D'origen vigatà, la seva trajectòria laboral el portà a treballar en diverses poblacions de la Catalunya central (com a Barcelona o Berga) i de la diòcesi de Girona, deixant el seu primer taller de Vic en el qual havia començat la seva trajectòria com a mestre independent.
Es casà dos cops, primer amb Teresa Cases, filla del mestre de cases Pere Cases, amb la que tingué dos fills, Pere i Teresa; a la mort de la primera es casà en segona núpcies amb Maria Perelló, filla de l'escultor Miquel Perelló. Fruit d'aquest segon matrimoni nasqueren dues filles, Maria i Josepa, i un fill, Antoni Costa i Perelló. Els seus dos fills seguiran les petjades artístiques del pare: Pere Costa i Cases serà un dels escultors i arquitectes més importants de l'estil barroc català del segle xviii, mentre que Antoni Costa i Perelló ingressaria al col·legi d'argenters de Barcelona.

## Biografia i obra

### Primera època: anys de joventut i formació (1663–1688)

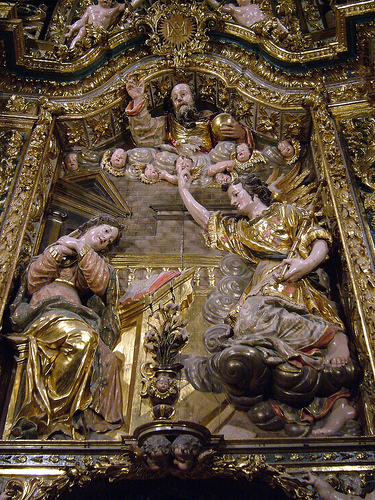
Detall del retaule de l'Anunciació a la Catedral de Girona. Obra de Pau Costa (1710–1724)

Pau Costa nasqué a Vic a mitjans del mes de juny de 1663. Era fill del pagès vigatà Josep Costa (originari del mas Costa de Taradell) i de la seva esposa Arcàngela (de cognom i procedència desconeguts). Fou apadrinat per Pau Solà, també pagès de Vic i per l'esposa de Jaume Costa, germà de Josep Costa i aleshores propietari del mas Costa. Després de néixer Pau Costa, tingueren una filla de nom Maria, la qual compartí amb Pau Costa una part dels escassos béns de la família quan els pares faltaren.
Quan Pau Costa tot just tenia nou anys començà a fer d'escolà al convent de Sant Josep, on acudí durant els tres anys següents i regularment per ajudar-los a bastir el convent del carrer de Manlleu, ja que els religiosos carmelitans descalços feia més de vint anys havien començat les obres i encara no les havien finalitzat. Sembla que, mentre estigué al servei dels carmelitans, el noi es mostrà afable i amb bona disposició per al treball, qualitats que mogueren els religiosos a tenir cura de la seva educació i, més endavant, a proporcionar-li una bona formació professional.
L'any 1676, Pau Costa quedà prematurament orfe de pare i mare en morir en un curt interval de temps (possiblement víctimes d'una mateixa malaltia) ambdós progenitors. Aquest mateix any, per iniciativa dels pares carmelitans, ja que cap familiar es va voler fer càrrec d'ell, començà a aprendre l'ofici de fuster sota les ordres de fra Josep dels Àngels al taller que s'havia instal·lat en el recinte del nou convent per construir les peces de fusta necessàries per cobrir l'edifici.
La feina de paleta pel cobriment de l'edifici estigué a càrrec d'un dels mestres més actius de Catalunya, Pere Cases. Fou probablement allà quan Pau Costa i Pere Cases es conegueren i iniciaren una relació que en un futur havia d'incidir decisivament en la vida de Costa, tant en l'àmbit laboral com en el personal, ja que es casaria amb Teresa Cases, filla del mencionat mestre de cases.
L'any 1678, en observar els religiosos la facilitat per al dibuix que tenia el seu protegit, es replantejaren el futur professional del jove i consideraren que li seria més profitós dedicar-se a l'escultura que a la fusteria. Consegüentment, donaren a Pau Costa la possibilitat d'iniciar un segon aprenentatge i en el mes de maig de l'esmentat any li facilitaren l'ingrés al taller que Pau Sunyer (fuster i escultor tallista) tenia a Manresa; en ell hi va romandre sis anys per aprendre l'ofici d'escultor.
Durant els anys d'aprenentatge al taller, Pau Costa coincidí amb Joan Francesc Morató, escultor vigatà com ell, que, almenys entre 1674 i 1678, treballà a les ordres de Pau Sunyer. És possible que també coincidís amb Isidre Espinalt, escultor originari de Sant Joan d'Oló que probablement també es formava al costat del mestre escultor manresà.
Quasi no es tenen notícies del període de formació de Pau Costa i no li coneixem cap treball com a mestre fins a l'any 1688, quan el trobem novament a Vic al capdavant del seu propi taller.

### Segona època: creació del taller propi (1688–1726)

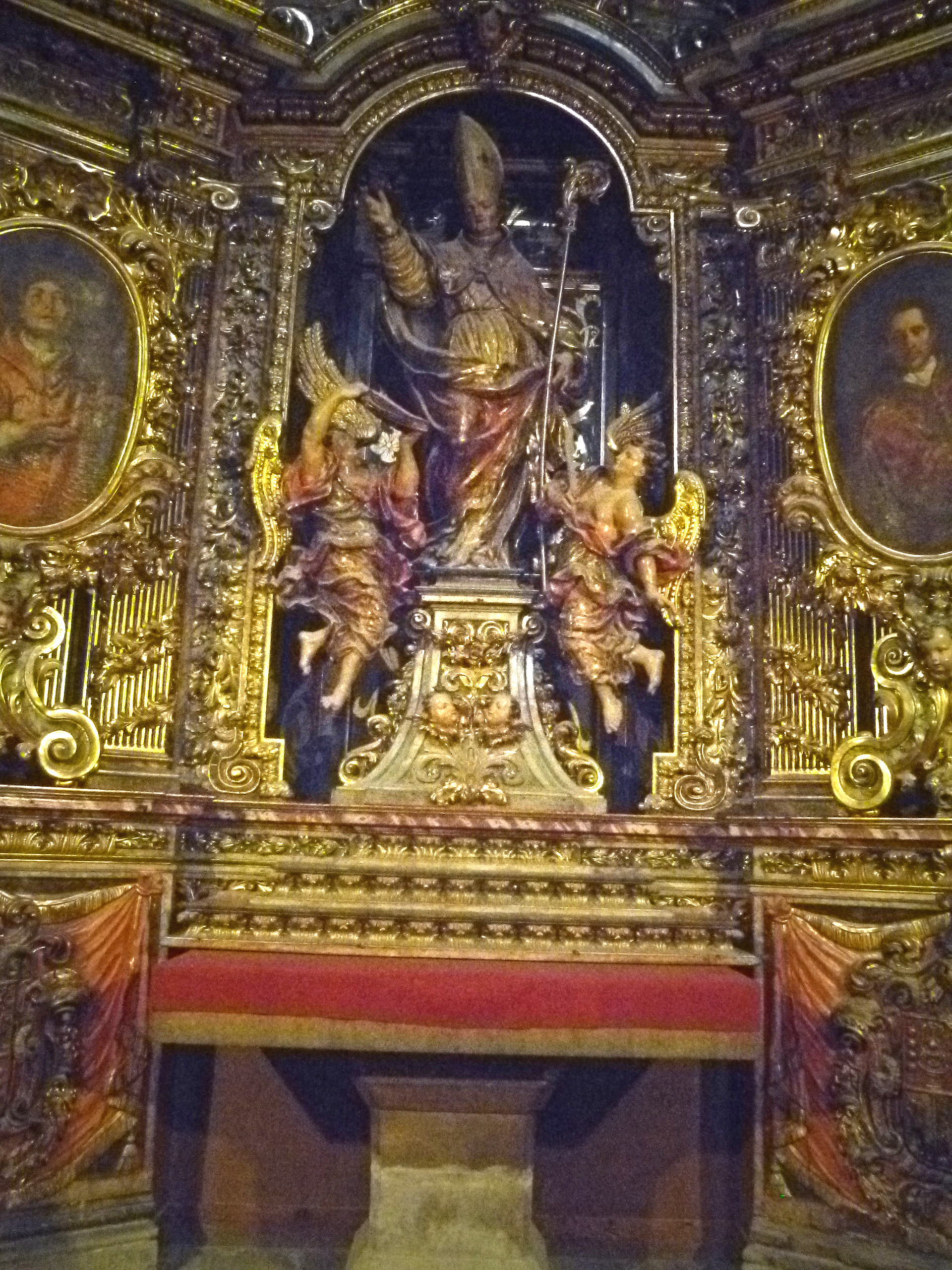
Retaule de Sant Narcís a la capella de sant Andreu de la Catedral de Girona. Obra de Pau Costa (1718–1724) amb pintura de Antoni Viladomat (1718–1724).

La documentació localitzada fins ara fa pensar que Pau Costa s'establí a Vic vers el 1687, després d'haver ingressat (en una data desconeguda) a la confraria de Sant Josep, Sant Just i els Quatre Sants Màrtirs, formada pels fusters de la ciutat i per mestres d'altres oficis afins, entre ells els escultors. El taller de Pau Costa proporcionà els coneixements bàsics de l'ofici a diversos aprenents i donà feina a un bon nombre de fadrins, alguns d'ells escassament coneguts —potser perquè moriren joves o perquè mai no es responsabilitzaren personalment de cap obra— i altres que arribaren a fer-se un lloc entre els escultors del seu temps. Alguns dels aprenents que van passar pel taller del mestre van ser: Francesc Balmes, Pere Casassas (actiu col·laborador de Pau Costa), Pere Estrada, Josep Lluch, Marià Miralles o Ramon Vila.

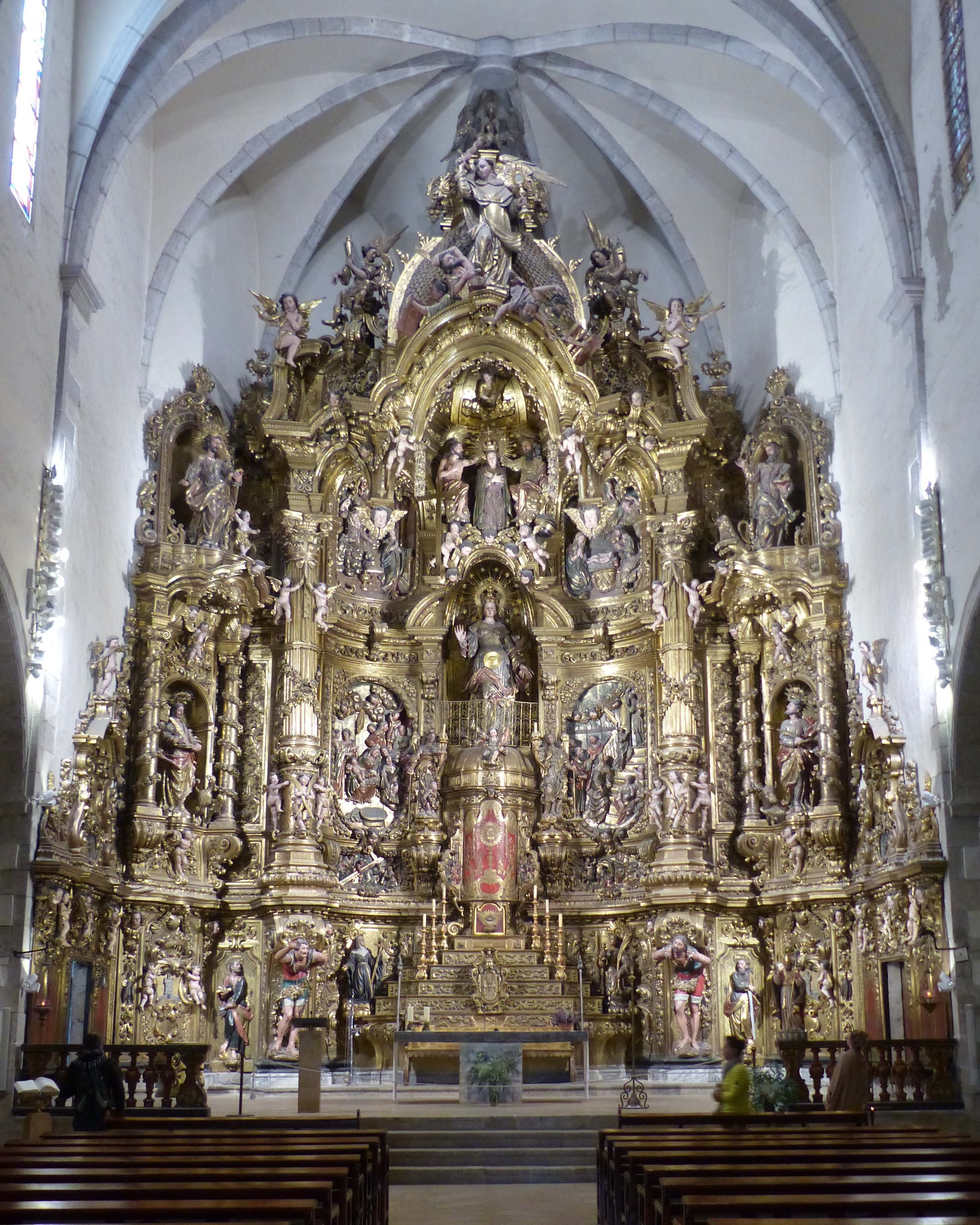
Retaule de Santa Maria de Cadaqués

La primera obra en la qual sabem que treballà és el retaule de Sant Libori de l'església de Nostra Senyora de la Pietat en 1688. Posteriorment va realitzar l'obra del retaule major de l'església de la Mercè a Vic, juntament amb l'escultor Joan Vila que en aquell moment residia en aquesta ciutat. L'associació amb altres escultors va ser una pràctica a la qual mestre escultor recorregué amb freqüència durant els anys posteriors, potser per “no voler assumir tota la responsabilitat ell sol i buscar suport en altres artesans”.
L'obra de Pau Costa obtindrà molta demanda i ell distribuirà la producció per diferents tallers oberts en les poblacions on tindrà les comandes més importants, cosa que va fer que continués proporcionant feina a nombrosos escultors, alguns emparaulats i altres que havien treballat amb ell anteriorment. Al costat dels escultors hi treballaven nombrosos fusters o arquitectors, artesans que tenien cura de la construcció i el muntatge de l'estructura arquitectònica dels retaules, com Eudald Galtaires, Genís Montsec o Baltasar Barnada.
L'any 1692 Pau Costa contragué matrimoni amb Teresa Cases, filla de Pere Cases, el mestre de cases que en aquell temps s'encarregava de les obres més importants de Vic i que havia pogut estendre la seva activitat a Barcelona, Berga, Girona i Castellfollit de la Roca. El vincle familiar creat per l'enllaç probablement donà lloc a l'estreta col·laboració que Pau Costa i Pere Cases mantingueren en els pocs anys de vida que li quedaven al segon; també és possible que el matrimoni fos la cloenda d'un acord de col·laboració professional prèviament existent entre ells per raó de la precària salut del mestre de cases. Aquesta relació inicià l'expansió geogràfica de l'activitat de l'escultor i, sobretot, la diversificació de les seves ocupacions. Quan Pere Cases faltà, Pau Costa continuà les obres iniciades pel mestre de cases a la fortificació d'Hostalric (i possiblement també a la de Castellfollit de la Roca i Girona que el mestre de cases no finalitzà) i, a títol personal, s'integrà en dues companyies formades a Barcelona per executar diversos treballs de fortificació a la capital del Principat, potser en substitució del seu sogre en negocis prèviament emparaulats per ell.
Durant els anys 1693 i 1695 nasqueren els seus dos fills fruit del matrimoni amb Teresa Cases. Primer nasqué Pere, que esdevindria un dels escultors catalans més importants del segle xviii i que tal com va dir l'estudiós Carles Dorico serà el responsable de l'evolució de la retaulística catalana cap al llenguatge del classicisme; dos anys després, nasqué Teresa que es casaria amb el blanquer vigatà Josep París.
Durant la darrera dècada del segle xvii, els treballs que Pau Costa portà a terme a Girona i a la rodalia de Berga no impediren que el taller que l'escultor tenia a Vic mantingués l'activitat. A més dels retaules que, dia a dia, anaven consolidant el seu prestigi, del seu taller també sortiren obres de menys rellevància però que proporcionaven feina als operaris que l'integraven i eren un bon complement als ingressos dels mestres. Aquestes obres podien ser tant de mobiliari o decoració de capelles com de realització de làpides esculpides per sepultures.
Del 1696 al 1699 fou l'oficial fuster del capítol de la Catedral de Vic, per al qual realitzarà diferents petites tasques. Aquesta feina li proporcionà uns honoraris fixes anuals però, passats tres anys, l'escultor presentarà la seva renúncia voluntària davant el capítol i serà acceptada.
A partir de l'any 1704 la seva activitat creix considerablement, sobretot fora de la ciutat de Vic. Decideix mantenir el taller del carrer Sant Sadurní, però optà per traslladar part de les seves eines i dels operaris que l'ajudaven a les diferents poblacions on el volum de la feina ho requeria. La primera ciutat on obrí un altre taller a part del de Vic fou Olot on l'escultor acudí per realitzar l'encàrrec del retaule de la capella de la confraria deNostra Senyora del Roser a l'església de Sant Esteve (que encara avui es conserva); posteriorment residirà i muntarà un altre taller a Cassà de la Selva i a Torelló. Durant bona part de la segona dècada del segle xviii tots aquests encàrrecs el mantingueren lluny de la seva ciutat d'origen, motiu pel qual la decideix llogar les cases del carrer de Sant Sadurní on havia treballat i residit més de deu anys.
L'any 1712 el seu fill Pere va superar l'examen d'ingrés al gremi d'escultors de Barcelona i serà a partir de llavors que s'integrà al taller del seu pare. Des del 1712 fins al 1722 el seu fill no només aportà el seu treball al taller familiar sinó que també integrà les idees renovadores que havia adquirit durant el seu aprenentatge a Barcelona gràcies a la relació que mantingué amb els artistes arribats amb la cort de l'arxiduc Carles d'Àustria i, en especial, amb Ferdinando Galli Bibiena.
Durant el temps de l'estança de la família Costa a Palafrugell per la realització del retaule major de l'església de Sant Martí (1709–1712), l'esposa de Pau Costa es posà malalta i morí. La viduïtat no durà gaire, ja que l'escultor decidí casar-se en segones núpcies amb Maria Perelló, filla de l'escultor Miquel Perelló amb la que va tenir dues filles, Maria i Josepa i un fill, Antoni Costa i Perelló qui amb el temps s'instal·laria a Barcelona i ingressaria al col·legi d'argenters de la ciutat.
A causa de la seva avançada edat, a partir de l'any 1725 la salut de l'escultor dia rere dia anava deteriorant-se; tot i això no va deixar d'acceptar diferents encàrrecs. Els seus últims tres encàrrecs de retaules (dos per la Catedral de Girona i un per la confraria de fusters d'Olot) no van poder ser ultimats per ell en no tenir forces per afrontar-los: es trobava afectat per una malaltia que a poc a poc limitava la seva activitat i va patir greus problemes econòmics. A l'inici de novembre de 1726 morí a Cadaqués i fou enterrat al cementiri de la vila el dia 7 del mateix mes.
Abans d'entrar a descriure una de les seves obres, cal esmentar que moltes d'elles no les hem pogut conservar a causa dels incendis patits entre el 1936 i el 1939 que van fer que moltes de les seves obres es perdessin. El coneixement que en tenim d'elles és a través d'una nombrosa quantitat de documentació d'arxiu conservada o a través de fotografies realitzades abans d'aquests anys.

## Anàlisi de l'obra més coneguda

### El retaule major de Santa Maria d'Arenys de Mar (1706–1709)

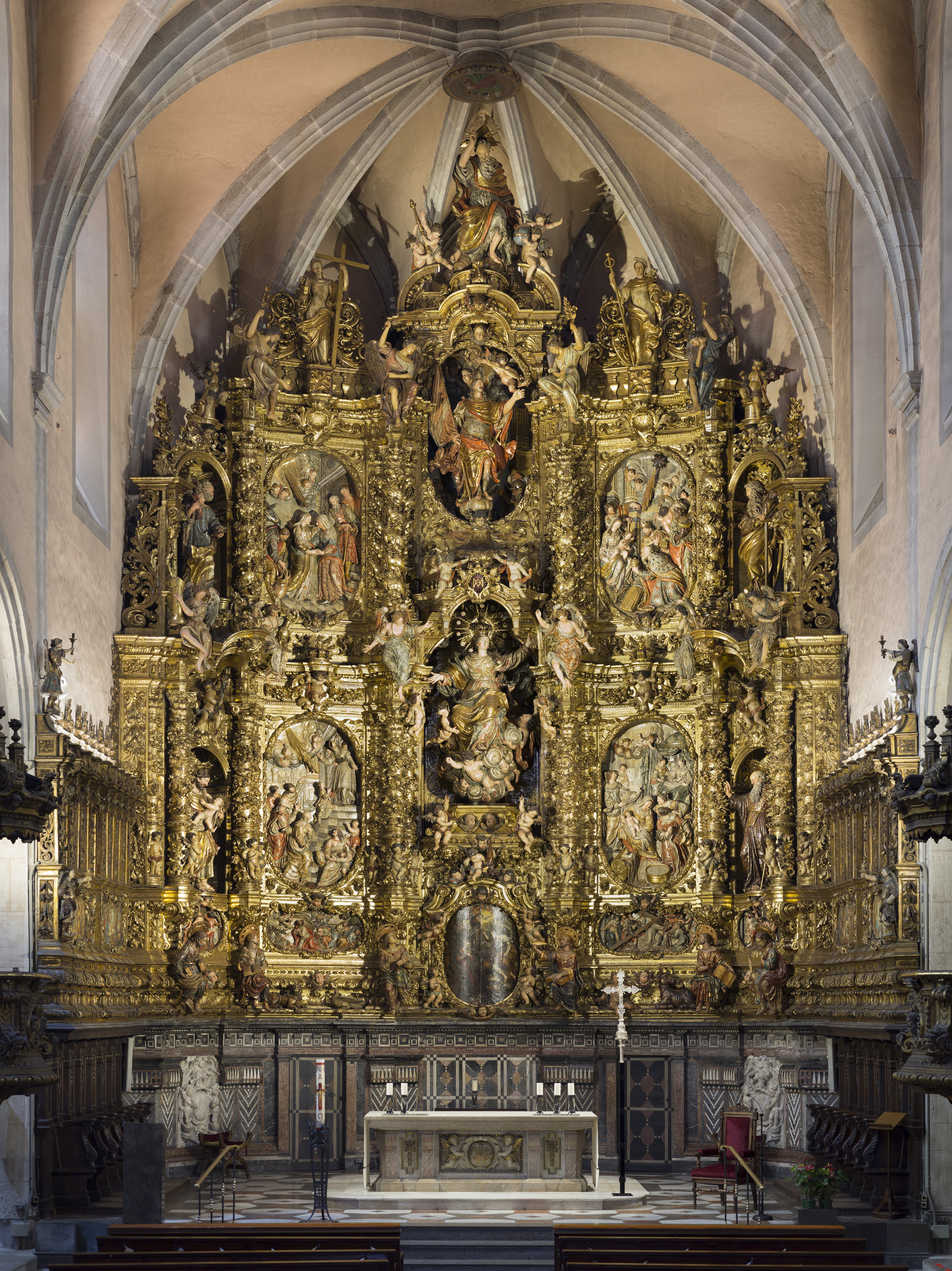
Retaule de Santa Maria d'Arenys de Mar

Un primer projecte per al retaule de Santa Maria d'Arenys es va iniciar el 1682 a càrrec del famós escultor i arquitecte Francesc Santacruz, ciutadà de Barcelona. El retaule havia d'alçar-se sobre el bancal de pedra que anys enrere havia presentat el mateix artista.
Tanmateix, aquest primer projecte no va prosperar i l'any 1706 es va fer un nou encàrrec a Pau Costa. El retaule s'havia de construir d'acord amb «lo modello o trassa de dit retaula fet per dit Pau Costa», a qui, malgrat assignar-se-li l'autoria del model, se li prohibí taxativament «aportar-se'n aquell fora dita present villa». L'escultor es comprometé a tenir acabat el retaule en el termini de vuit anys, però el 14 d'abril de 1709, amb la feina ja molt avançada, l'escultor signà un nou contracte amb els administradors de l'obra en el qual s'obligà a deixar la tasca totalment enllestida el 15 d'agost d'aquell mateix any. Amb posterioritat, entre 1711 i 1712, es va fer la policromia i el daurat del conjunt, que d'aquesta manera assolia el seu aspecte definitiu.
Característiques del retaule:
- El retaule consta de cinc carrers adaptats al marc arquitectònic formant una àmplia concavitat. El carrer principal té dues fornícules: la del titular, l'Assumpta suspesa sobre una massa d'àngels i núvols, que s'inicia cap a la meitat del primer cos i es prolonga cap al segon. A sobre d'aquesta, la segona fornícula ocupa bona part del segon cos que envaeix l'àtic. La fornícula del titular és amplia i profunda, ricament ornamentada on el titular l'emplena quasi en totalitat. La segona fornícula és amb forma el·líptica i menys profunda.

- El carrer central i els laterals apareixen separats a través de columnes adossades a un costat i l'altre. És a les columnes del primer cos quan per primera vegada el mestre escultor fa servir la columna salomònica alternant-la amb una altra que no ho és però que sí que conté una gran riquesa ornamental. El terç baix de les columnes tenen figures d'angelets adossats; són unes columnes que continuen sent molt barroques.
- Els primers carrers laterals tenen escenes en baix relleu de disposició el·líptica. Les fornícules laterals dels extrems s'omplen amb figures de sants. Totes les el·lipses, tant les dels relleus, del manifestador i de les fornícules, no tan sols contribueixen al barroquisme dels retaules sinó també a la seva harmonia.
- Al bancal apareixen figures dels evangelistes (encara que només es conserven dos després de la Guerra Civil).
- L'entaulament que separa el primer del segon cos es caracteritza pel seu dinamisme i riquesa ornamental: els entaulaments uneixen la concavitat dominant amb concavitats a les voltes que es formen sobre les fornícules dels carrers laterals, on apareixen sis àngels en dinàmiques postures i actituds. L'entaulament que separa el segon cos de l'àtic també és còncau ornamentat, amb diversos plans, i que conté quatre grans àngels en moviment.
- L'àtic es compon de figures escultòriques de les virtuts de la Fe i l'Esperança.

## Llistat d'obres de Pau Costa[9]
1. Retaule de Sant Libori de l'església de Nostra Senyora de la Pietat. Vic, 1688. Desaparegut.
2. Retaule major de l'església del convent de Nostra Senyora de la Mercè (basament, sagrari i grades). Juntament amb l'escultor Joan Vila i acabat per Joan Francesc Morató. Vic, 1690. Desaparegut.
3. Retaule de Sant Isidre de l'església parroquial de Sant Julià de Vilatorta (Osona), 1690. Fotografia antiga
4. Retaule de Sant Antoni de Pàdua de l'església parroquial de Sant Feliu de Torelló, 1692. Desaparegut en 1936.
5. Retaule de les Onze Mil Verges de l'església del convent de Sant Francesc.[10] Girona, 1692.
6. Retaule major del santuari de la Mare de Déu de Corbera. Municipi de Castellar del Riu, Berguedà, 1693. Desaparegut.
7. Làpida de la sepultura de Joan Torras, rector de Roda de Ter. Santuari de la Gleva, 1693.
8. Decoració i mobiliari de la capella de Sant Bernat Calbó i retaule de Sant Benet de la catedral de Vic, 1694–1700.
9. Retaule major de l'església del monestir de Sant Pere de la Portella. Municipi de Quar, Berguedà. 1695.
10. Retaule dedicat a Sant Francesc Xavier a l'església de Sant Just. Vic, 1698.
11. Retaule major de l'església parroquial de Sant Andreu de la Vola. Sant Pere de Torelló, 1698.
12. Retaule per la capella del Sant Crist de l'església parroquial de Santa Maria de Seva. Seva, 1699.
13. Petit retaule per a la capella de mas Roure de l'església parroquial de Santa Eugènia de Berga. Comarca d'Osona, 1701.
14. Retaule major de l'església parroquial de Sant Mateu. Caldes de Malavella, 1701.
15. Retaule de Sant Isidre de l'església parroquial de Sant Pere. Sora (comarca d'Osona) 1702.
16. Retaule de la confraria de Nostra Senyora de les Dones de l'església parroquial de Sant Genís. Taradell (comarca d'Osona), 1702.
17. Retaule de la Immaculada Concepció, sant Francesc i santa Teresa per la capella del santuari de la Mare de Déu de Queralt. Col·laboració de Pere Casassas. Berga, 1701–1703.
18. Confessionari per la catedral de Vic, 1701–1703.
19. Model de fusta d'una imatge de Sant Agustí per a la col·legiata de Santa Maria. Fet en plata per l'argenter Joan Matons. Manresa, 1701–1703.
20. Retaule de la confraria de Nostra Senyora de Loreto. Girona, 1702.
21. Retaule dels sants Màrtirs de l'església parroquial de Sant Martí de Mura. Mura (Bages), 1703.
22. Retaule major, de Sant Martí i de Sant Francesc de Sales de l'església del convent de Santa Teresa. Vic, 1703–1704.
23. Retaule de la Mare de Déu del Roser, de l'església parroquial de Sant Esteve. Olot, 1704–1707.
24. Retaule de Sant Isidre de l'església parroquial de Sant Vicenç de Llavaneres. Realitzat juntament amb l'escultor Josep Pol. 1704.
25. Retaule de Sant Joan Baptista i Sant Joan Evangelista per l'església parroquial de Sant Salvador de Bianya. Vall de Bianya, 1705.
26. Retaule major de l'església parroquial de Sant Martí. Cassà de la Selva Arxivat 2015-04-28 a Wayback Machine., 1705.
27. Retaule major de l'església parroquial de Sant Feliu de Torelló. Ajudat pel fuster Genís Montsec i l'escultor mallorquí Miquel Perelló. Osona, 1706. Desaparegut en 1936. Fotografia antiga
28. Esculpir la làpida de la viuda de Jacint Parrella i el retaule de la capella de la mateixa família Parrella a Sant Feliu de Torelló. Osona, 1706.
29. Retaule major de l'església parroquial de Santa Maria Arxivat 2009-10-12 a Wayback Machine.. Ajudat pel fuster Eudald Galtaires i l'escultor Josep Pol. Arenys de Mar, 1706.
30. Retaule de Nostra senyora de les Sogues de l'església parroquial de Sant Martí. Cassà de la Selva, 1707.
31. Retaule major de l'església del convent de Santa Clara. Girona, 1708.
32. Retaule de la capella de la família Parrella a Sant Feliu de Torelló. Osona, 1709.
33. Retaule major de l'església de Sant Martí. Palafrugell, 1709.
34. Retaule de la Immaculada Concepció de la Catedral de Girona. 1710.
35. Retaules de l'Anunciació, sant Miquel, Sant Narcís i Sant Rafael per a diferents capelles de la Catedral de Girona. 1710–1724.
36. Retaule de Sant Crist del Castell i retaule per la capella de la confraria de paraires de l'església parroquial de Berga. 1710–1713.
37. Retaule de la capella de Sant Antoni de Pàdua de l'església del convent de Sant Francesc. Berga, 1712–1722.
38. Retaule major de l'església parroquial de Sant Esteve d'en Bas. Vall d'en Bas, 1715.
39. Retaule major de l'església parroquial de Santa Maria de Cadaqués, conjuntament amb Joan Torras. 1723–1726
40. Retaule de la capella de Sant Pau de la Catedral de Vic. Quadres de Sant Pau i Sant Josep del pintor barceloní Josep Vinyals. 1723.
41. Retaule de Sant Pere i Sant Pau per la capella lateral de la Catedral de Girona. 1725.
42. Acabament del retaule de Sant Josep de l'església parroquial de Sant Esteve començat per Josep Cortada. Olot, 1726.[11]